# Буленкур
Буленкур (фр. Boulaincourt) је насељено место у Француској у региону Лорена, у департману Вогези.
По подацима из 2011. године у општини је живело 74 становника, а густина насељености је износила 29,48 становника/km².

## Демографија
| 1962. | 1968. | 1975. | 1982. | 1990. | 2011. |
| ----- | ----- | ----- | ----- | ----- | ----- |
| 57    | 53    | 50    | 39    | 37    | 74    |